# Rijkskantoorgebouw voor het Geld- en Telefoonbedrijf
Het Rijkskantoorgebouw voor het Geld- en Telefoonbedrijf in Amsterdam, is een historisch en architectonisch gebouw dat een rijke geschiedenis heeft. Het gebouw, dat oorspronkelijk diende als het Rijkskantoorgebouw voor Geld- en Telefoonbedrijf, heeft door de jaren heen verschillende transformaties ondergaan en herbergt sinds 2015 een hotel in het centrum van Amsterdam. Het gebouw staat op een vierhoekige plattegrond met punt naar het zuiden, dat omringd wordt door de Nieuwezijds Voorburgwal (huisnummer 226), Paleisstraat (geen ingang), Spuistraat (huisnummer 175) en Raadhuisstraat (geen ingang).  

## Voorgeschiedenis
Het gebouw werd opgeleverd op een plek die al eeuwenlang bebouwd was, zo in de binnenstad van Amsterdam tegenover het Paleis op de Dam. Om tot de bouw te kunnen overgaan werd onder andere een gebouw van "Het bestelhuis van den Nederlandsche boekhandel"/"Palais Royal", dat nog relatief nieuw was, afgebroken. Ook het gebouw van de Maatschappij tot Nut van 't Algemeen ging tegen de vlakte. Het Rijk had alle eigenaren vanaf 1919 uitgekocht, het Palais Royal bood als laatste weerstand.
De bouw werd op 13 maart 1922 aanbesteed.  Het gebouw werd met vertraging in december 1927 in gebruik genomen. In 1925 werd geconstateerd dat terwijl een deel van het nieuwe betonskelet al stond, de oudbouw van Palais Royal in een poging tot behoud deels nog afgebroken moest worden. Al die tijd had de postcheque en girodienst haar personeel al in Palais Royal ondergebracht.

## Gebruik
Het gebouw werd in de periode 1922 tot en met 1927 gebouwd als het Rijkskantoorgebouw voor Geld- en Telefoonbedrijf. Het ontwerp van het gebouw was van de hand van de architect Joop Crouwel. Het gebouw is opgetrokken uit baksteen met decoratieve elementen van natuursteen.
In deze periode werd telefonische communicatie steeds toegankelijker voor het publiek, en het gebouw speelde een cruciale rol bij het faciliteren van deze verbindingen voor de inwoners van Amsterdam. Het was de thuisbasis van de PTT voor het rayon Amsterdam en na de splitsing heeft ook KPN er nog een tijd gebruik van gemaakt. Na de verhuizing van KPN naar Sloterdijk aan het begin van de 21e eeuw, stond het pand een tijd leeg, met uitzondering van de begane grond en de kelder, waar een vestiging van Albert Heijn was geopend.
Van 2013 tot 2015 werd het gebouw door architectenbureau Office Winhov omgebouwd tot een hotel van W Hotels.

## Architectuur en ontwerp
Het oorspronkelijke ontwerp van het gebouw was van de hand van Joop Crouwel uit 1925, met een robuuste betonconstructie en een monumentale bakstenen gevel. Het ontwerp is sterk beïnvloed door het Larkin gebouw van Frank Lloyd Wright, één van de eerste kantoorgebouwen met klimaatbeheersing. De restauratie van de buitengevel is gecombineerd met het vervangen van de gevels van de binnenhoven. De nieuwe glazen gevels monden uit in de dakopbouw, die samen een samenhangende en tegelijkertijd contrasterende ingreep vormen in het bestaande gebouw. Op het dak is ook een zwembad gebouwd.
Op de verdiepingsvloeren, vroeger gevuld met infrastructuur voor de geld- en telefoonlogistiek, zijn nu de luxe hotelkamers ingericht. Vanwege de supermarkt die een groot deel van de begane grond inneemt, is er gekozen voor een omgekeerde organisatiestructuur. Daarbij zijn de openbare voorzieningen, zoals de receptie, bars en restaurant op de bovenste verdieping zijn geplaatst. Hier hebben gasten een panoramisch uitzicht over de stad. Met de dakopbouw wordt het nieuwe publieke karakter van het gebouw zichtbaar voor de stad.
Het gebouw is sinds 2005 een gemeentelijk monument, daarbij werd gekeken naar vormgeving, het relatief grote bouwvolume alsmede de beeldbepalendheid in de omgeving. Ook het voormalige gebruik droeg bij aan het monumentschap. Bovendien was er weinig verbouwd aan het uiterlijk.

## Afbeeldingen

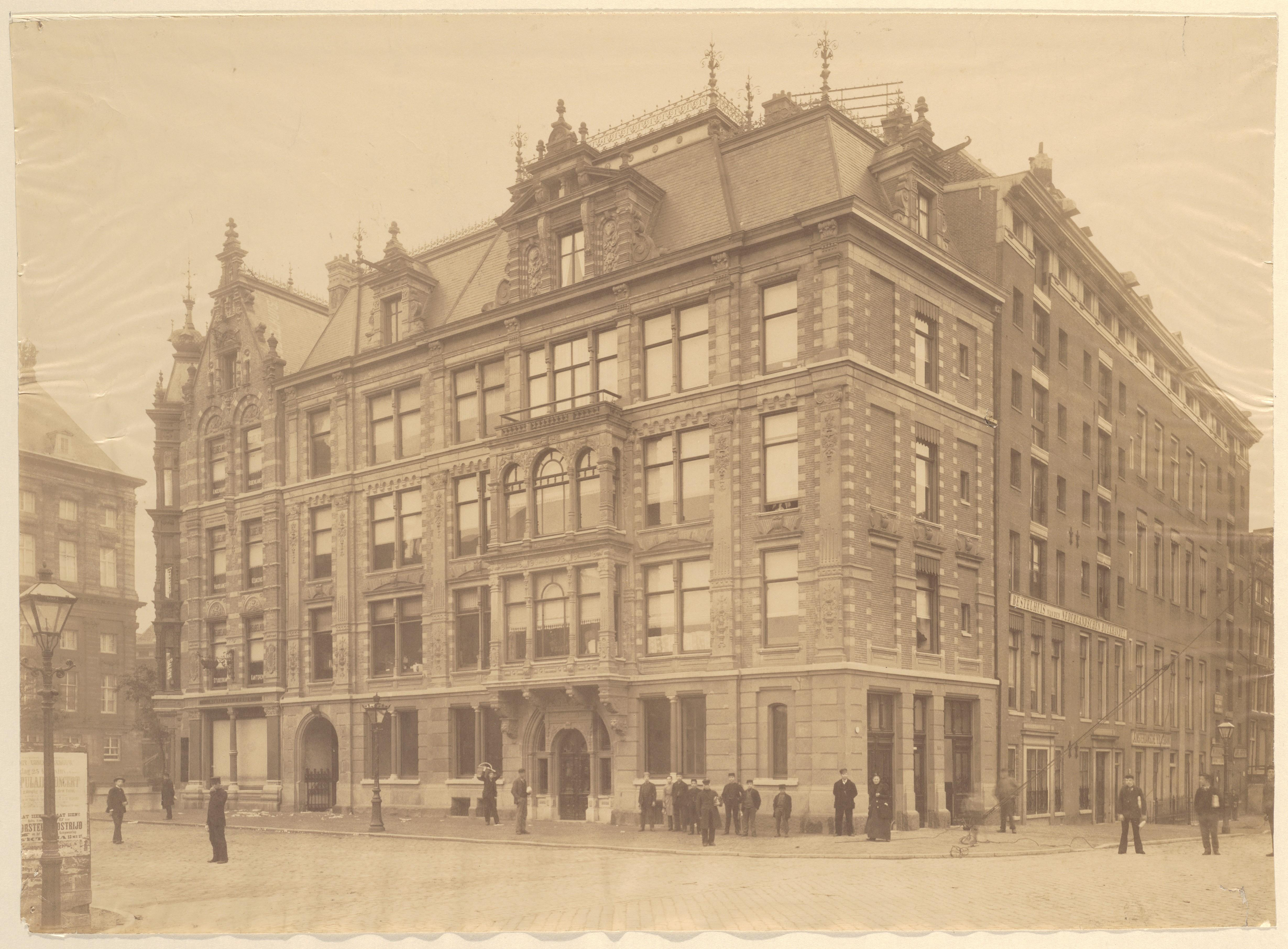
Oudbouw Raadhuisstraat 1 (circa 1900)
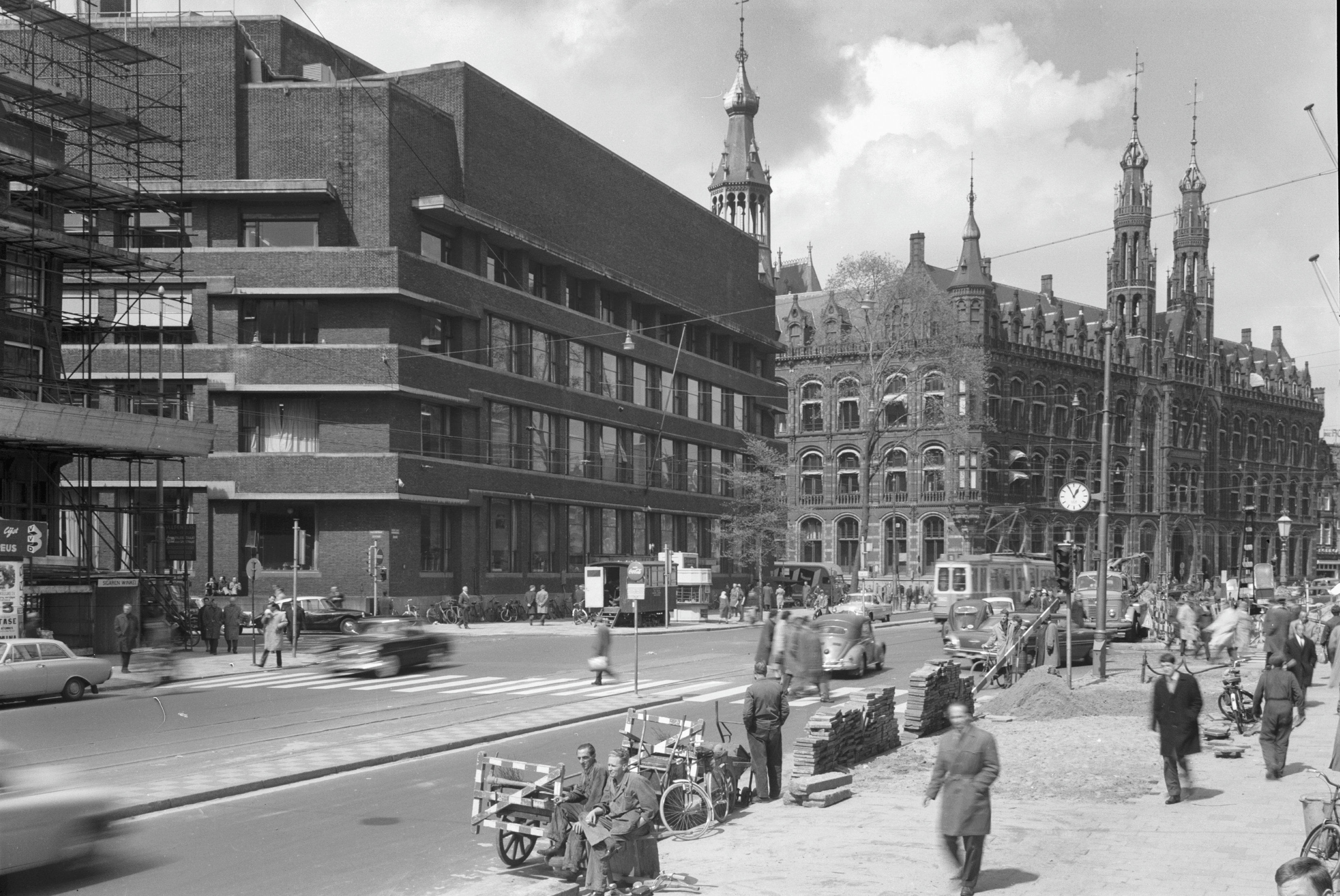
Het gebouw in 1963 samen met het voormalige Hoofdpostkantoor, nu Magna Plaza
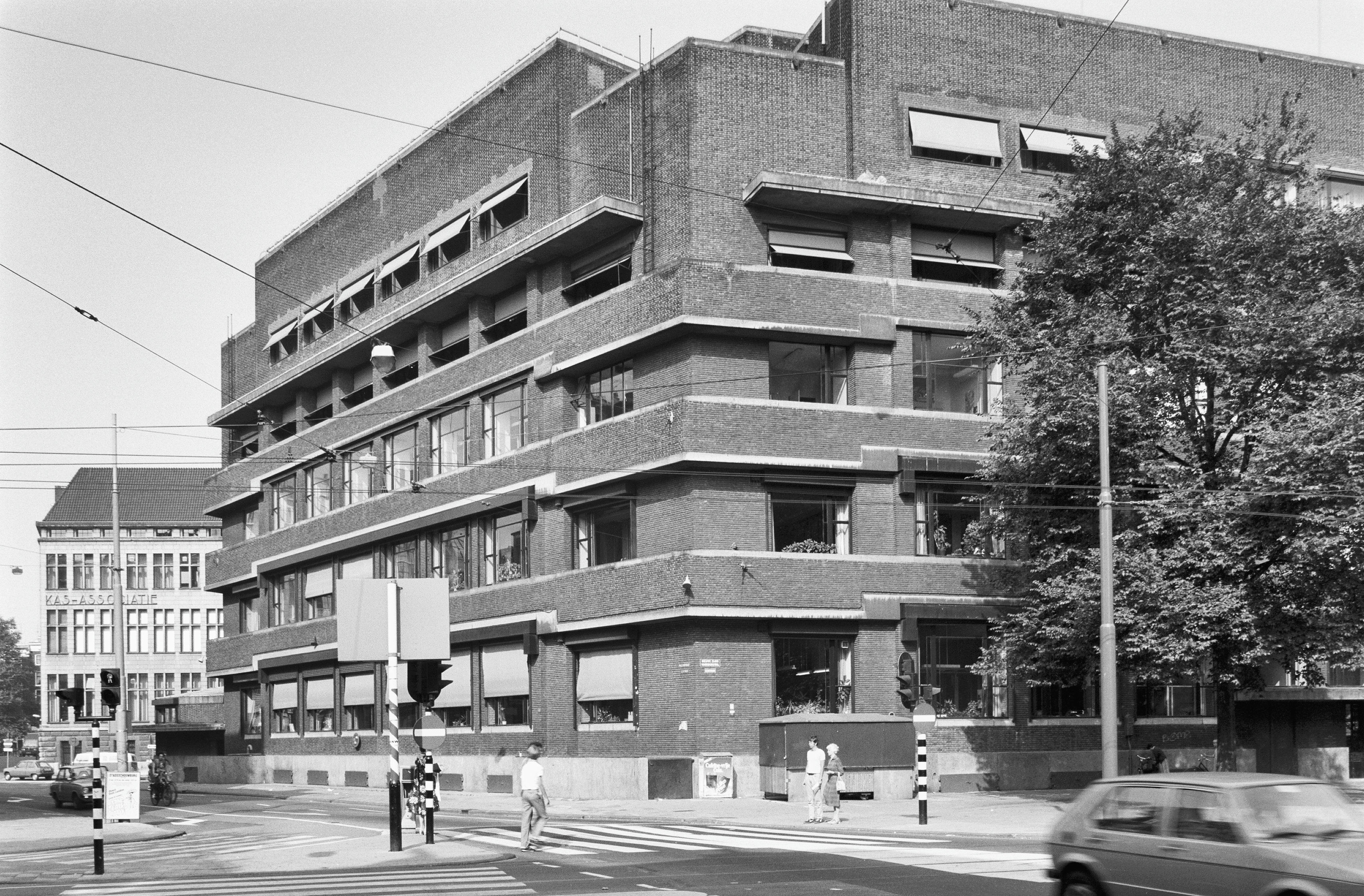
Gevel aan Paleisstraat, Nieuzezijds Voorburgwal (1983)
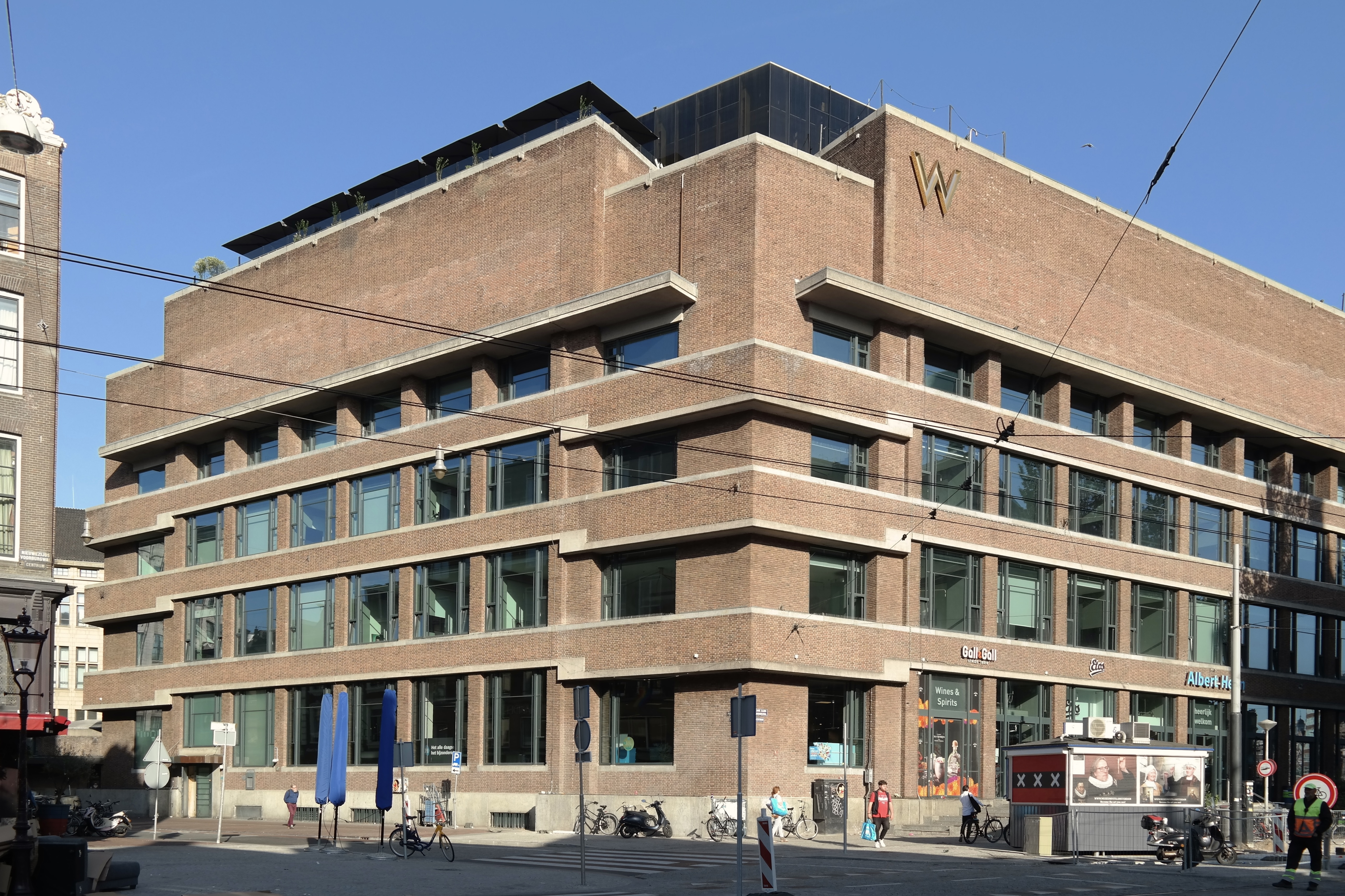
Nieuwezijds Voorburgwal 226 in 2022
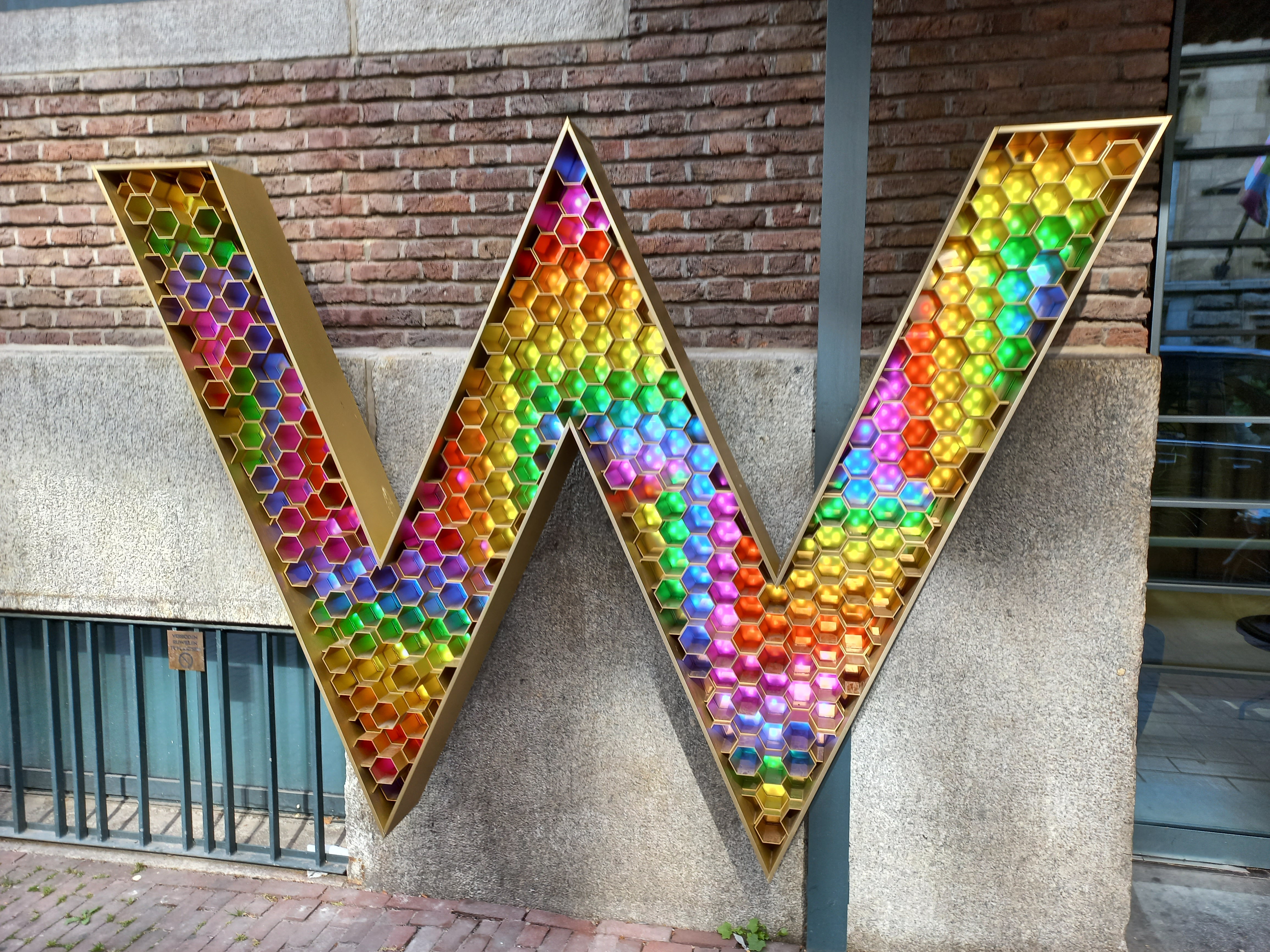
Lichtreclame ingang W-hotel (juli 2023)